# Talássio de Cesareia

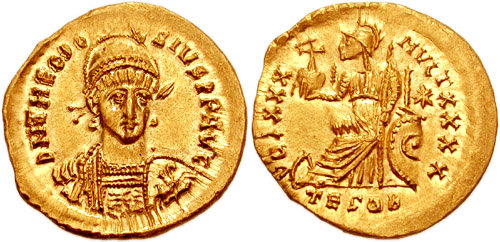
Soldo de r.

Talássio (em latim: Thalassius) foi um oficial e bispo bizantino do século V, ativo sob o imperador Teodósio II (r. 408–450). Nativo de Cesareia Mázaca, na Capadócia, aparece pela primeira vez em 430, quando exerceu a função de conde da fortuna privada. Em 439, foi prefeito pretoriano da Ilíria por dois meses antes de partir para Constantinopla onde tomou ciência de rumores que seria nomeado como prefeito pretoriano do Oriente.
Nessa ocasião, porém, foi pego de surpresa por sua nomeação como bispo de Cesareia pelo arcebispo local Proclo (r. 434–446), em sucessão de Firmo (m. 439). Em 451, frequentou o Concílio da Calcedônia de 1 de novembro. Ainda estava vivo em 453 quando foi citado na epístola 118 do papa Leão I (r. 440–461). Certamente estava morto em 458. Enviou carta a Firmo agradecendo-o por seus serviços como bispo de Cesareia e incitando-o a deixá-la mais esplêndida ao elevar o posto do governador provincial e ao aumentar a província.